# Saint-Pierre-Lavis
Pour les articles homonymes, voir Saint-Pierre et Lavis (homonymie).
Saint-Pierre-Lavis est une ancienne commune française, commune déléguée de la commune nouvelle Terres-de-Caux, située dans le département de la Seine-Maritime en Normandie.

## Géographie

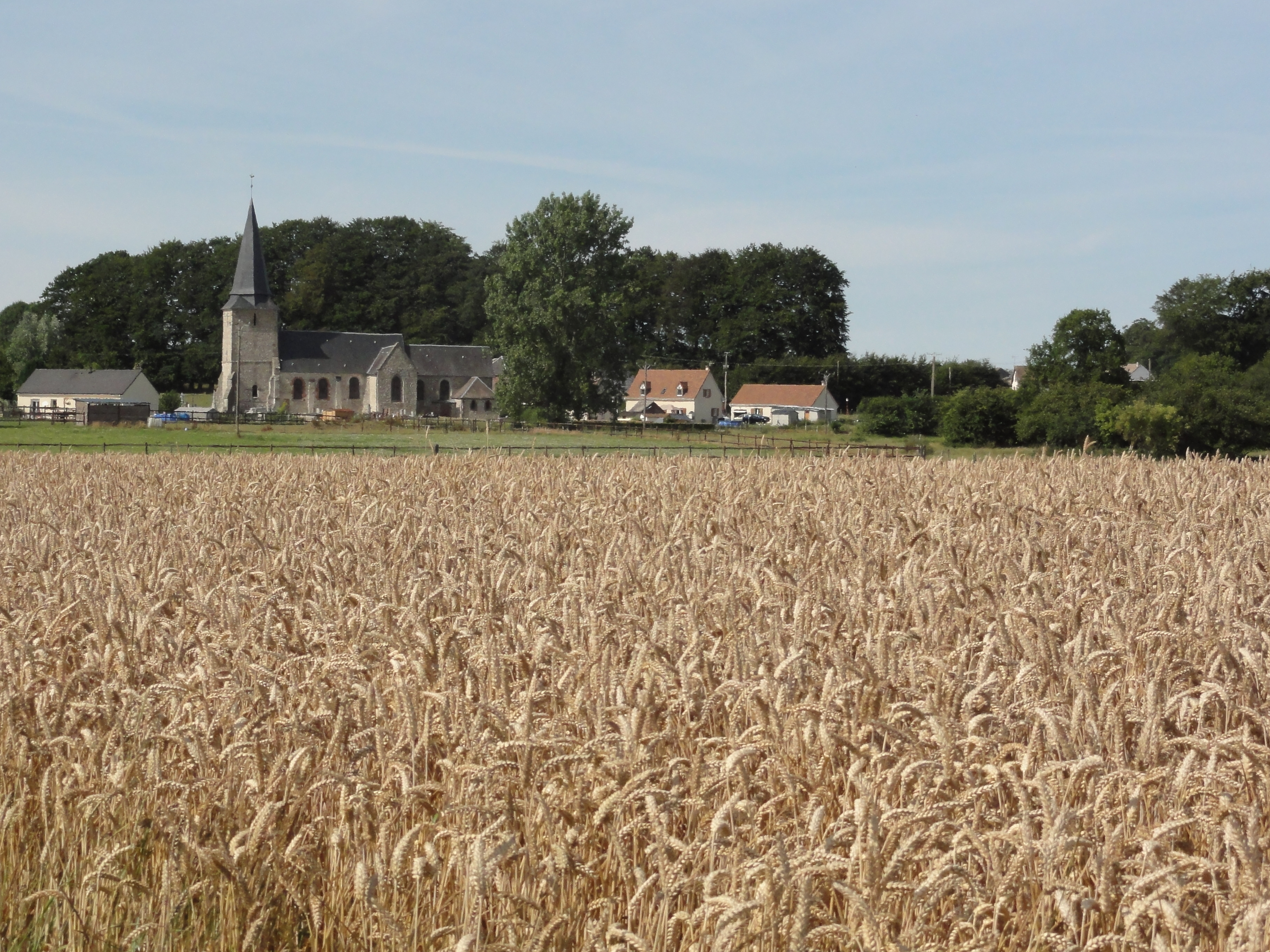
Vue du bourg de Saint-Pierre-Lavis.
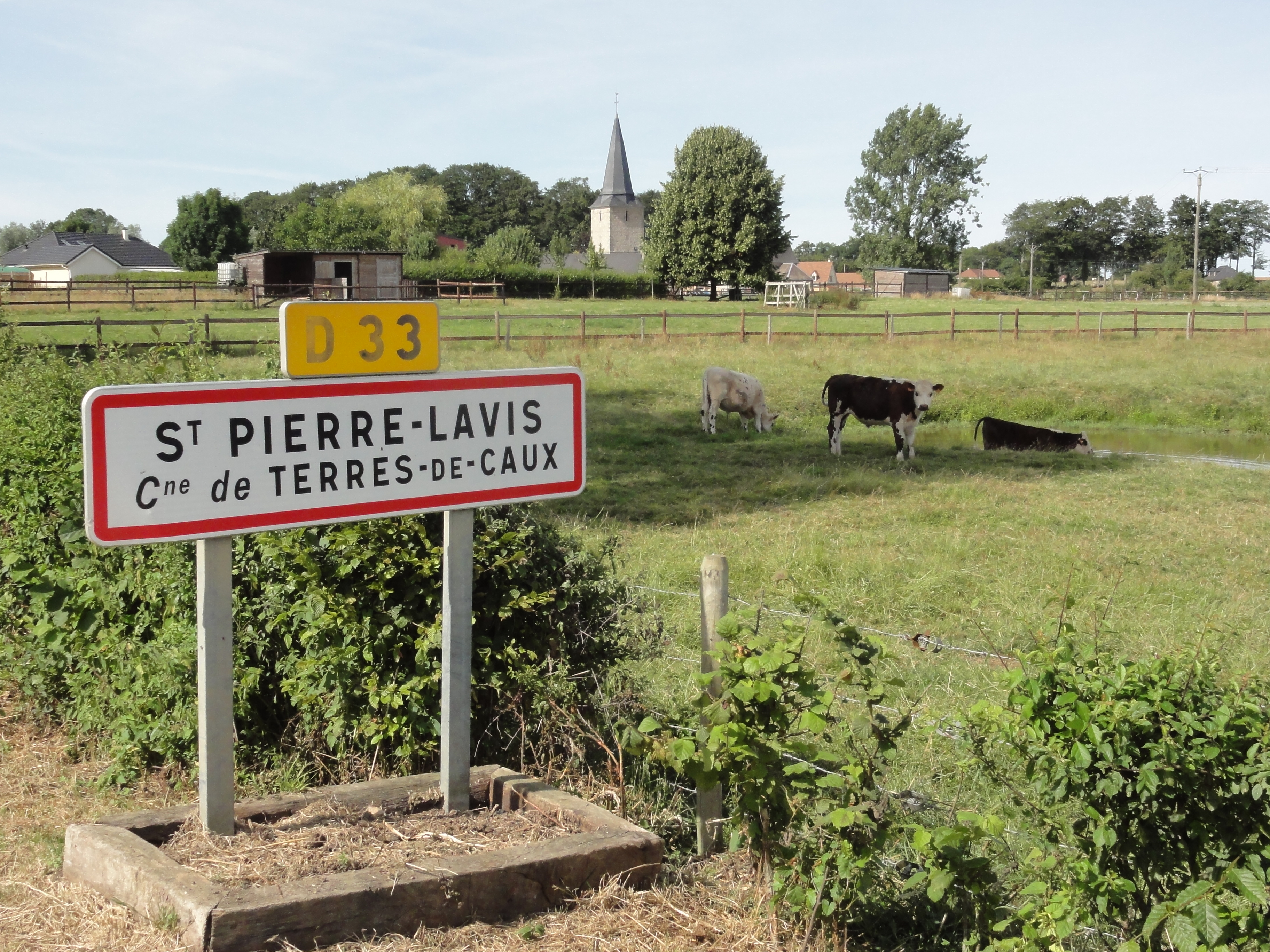
Entrée de Saint-Pierre-Lavis.
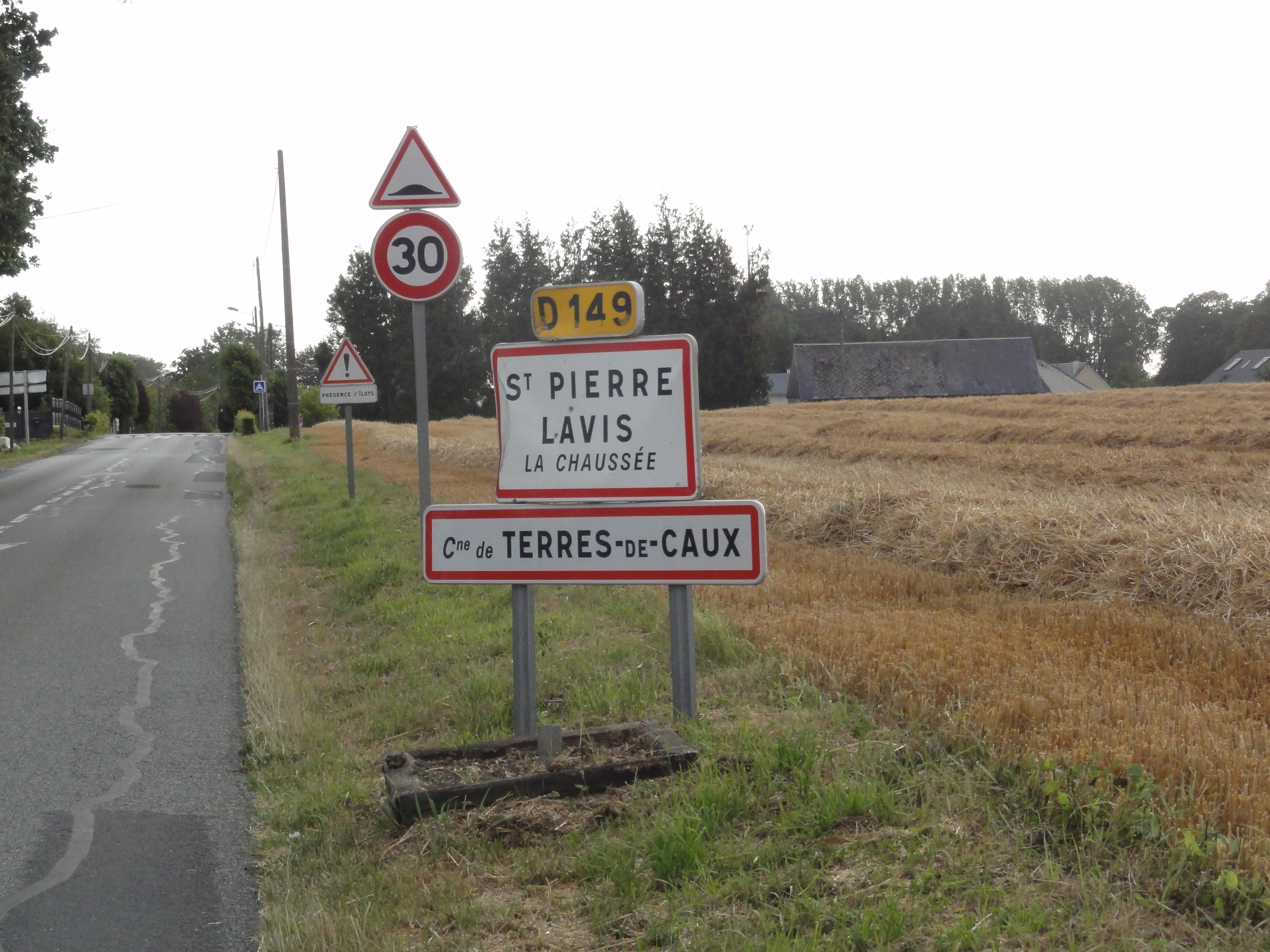
Entrée du hameau de La Chaussée.

## Toponymie
Le nom de la localité est attesté sous les formes Ecclesia Sancti Petri Alaviz en  1234, Sanctus Petrus a Laviz vers 1240, Saint Pierre a laviz en 1319, Advis au XVe siècle, Saint Pierre a l'advis en 1657, Saint Pierre la Visse en 1715, La Visse en 1738, Saint Pierre la Vis en 1757, Saint Pierre Lavis en 1953.
L’origine du toponyme peut être issu de l’ancien français eavi(s)/avis, dérivé de « eau » (du latin aqua), qui aurait le sens de « lieu humide ».

## Histoire
En 1188, Hugues de Normanville est qualifié de seigneur et patron de Saint Pierre la Vis dont il achète de nombreuses terres à Hugues Du Quesnay. Parmi les familles seigneuriales, on peut citer les Mareste qui portaient "d'azur, à trois fasces ondées d'argent, au sautoir de gueules brochant sur le tout" (devise : "A Dieu seul, je m'areste". Selon Duplessis, une chapelle existe au XVe siècle (1468) et s’appelle Rupe maroe qui signifie roc de la Mare (actuel hameau de Rupemare). Près de l’église, existaient également des mottes fossoyées et des étangs.

## Politique et administration
| Période                                  | Période  | Identité                                     | Étiquette | Qualité |
| ---------------------------------------- | -------- | -------------------------------------------- | --------- | ------- |
| 1844                                     |          | M. Herbet                                    |           |         |
| (maire en 1981)                          |          | André Lecoufle                               |           |         |
| mars 2001                                | 2008     | Jean-Claude Lecroq                           |           |         |
| mars 2008                                | En cours | Joëlle Lavenu Réélu pour le mandat 2020-2026 | PS        | Cadre   |
| Les données manquantes sont à compléter. |          |                                              |           |         |

## Démographie
L'évolution du nombre d'habitants est connue à travers les recensements de la population effectués dans la commune depuis 1793. Pour les communes de moins de 10 000 habitants, une enquête de recensement portant sur toute la population est réalisée tous les cinq ans, les populations de référence des années intermédiaires étant quant à elles estimées par interpolation ou extrapolation. Pour la commune, le premier recensement exhaustif entrant dans le cadre du nouveau dispositif a été réalisé en 2006.

En 2014, la commune comptait 254 habitants, en évolution de +53,94 % par rapport à 2008 (Seine-Maritime : +0,35 %, France hors Mayotte : +2,11 %).
| 1793 | 1800 | 1806 | 1831 | 1836 | 1841 | 1846 | 1851 | 1856 |
| ---- | ---- | ---- | ---- | ---- | ---- | ---- | ---- | ---- |
| 283  | 350  | 394  | 294  | 315  | 304  | 316  | 300  | 277  |

| 1861 | 1866 | 1872 | 1876 | 1881 | 1886 | 1891 | 1896 | 1901 |
| ---- | ---- | ---- | ---- | ---- | ---- | ---- | ---- | ---- |
| 266  | 291  | 290  | 272  | 224  | 234  | 218  | 199  | 204  |

| 1906 | 1911 | 1921 | 1926 | 1931 | 1936 | 1946 | 1954 | 1962 |
| ---- | ---- | ---- | ---- | ---- | ---- | ---- | ---- | ---- |
| 236  | 208  | 143  | 161  | 155  | 157  | 174  | 167  | 136  |

| 1968 | 1975 | 1982 | 1990 | 1999 | 2006 | 2011 | 2014 | - |
| ---- | ---- | ---- | ---- | ---- | ---- | ---- | ---- | - |
| 101  | 95   | 118  | 123  | 128  | 152  | 213  | 254  | - |

## Culture locale et patrimoine

### Lieux et monuments
- Église Saint-Pierre des XIIe, XVIIe et XVIIIe siècles dont l'intérieur a été rénové. Chapelles latérales du XVIe siècle. Chœur rebâti en 1679 et nef vers 1750. Pierre de réemploi gallo-romaine du dieu Mytra, dans un mur, à l'extérieur. Les seigneurs de Saint-Pierre présentaient à la cure. Parmi eux, les Osmont de Louvraye dont le nom figure sur la cloche, les Fiquet de Normanville et les Mareste. C'est aux Mareste qu'on doit les belles boiseries sculptées du chœur, de 1680 (repeintes par une artiste locale), ainsi que les bancs seigneuriaux portant leurs armoiries. Dans le chœur, au-dessus du maître-autel, baldaquin en chêne du début du XVIIIe siècle, qui a remplacé le retable qui séparait autrefois l'autel de la sacristie. Chaire de prédication du XVIIIe. Plaque à la mémoire de Jean Herrmani, jeune étudiant, résistant, déporté et mort à Mathausen en 1945.
- Monument aux morts, place du souvenir (2007).
- Une croix en pierre blanche du XVIIe siècle (au cimetière).
- Un calvaire au hameau de la Chaussée.
- Un colombier de 1584, hameau de La Chaussée, restauré en 1992 et classé parmi les cinquante plus beaux de France.

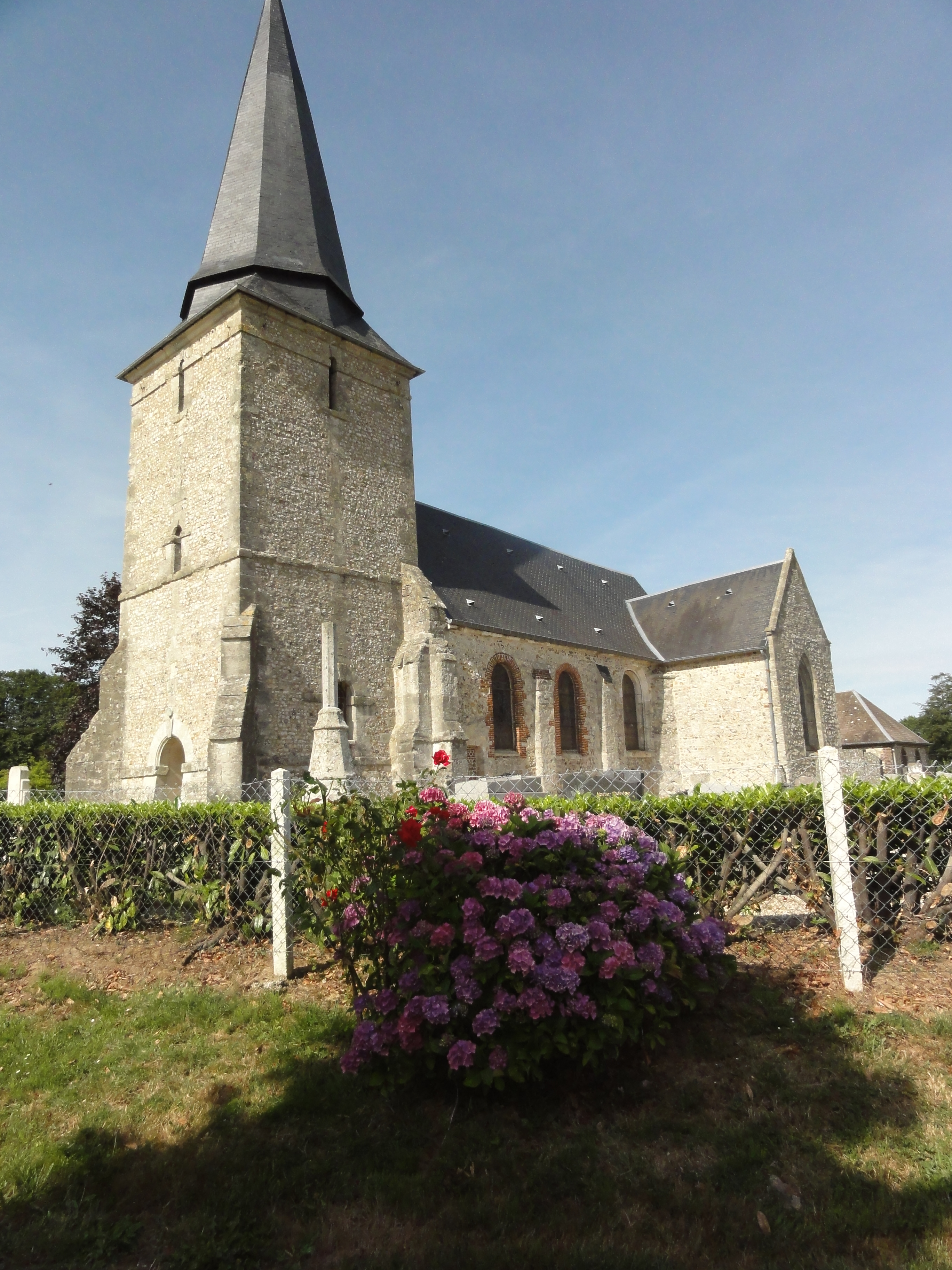
L'église.
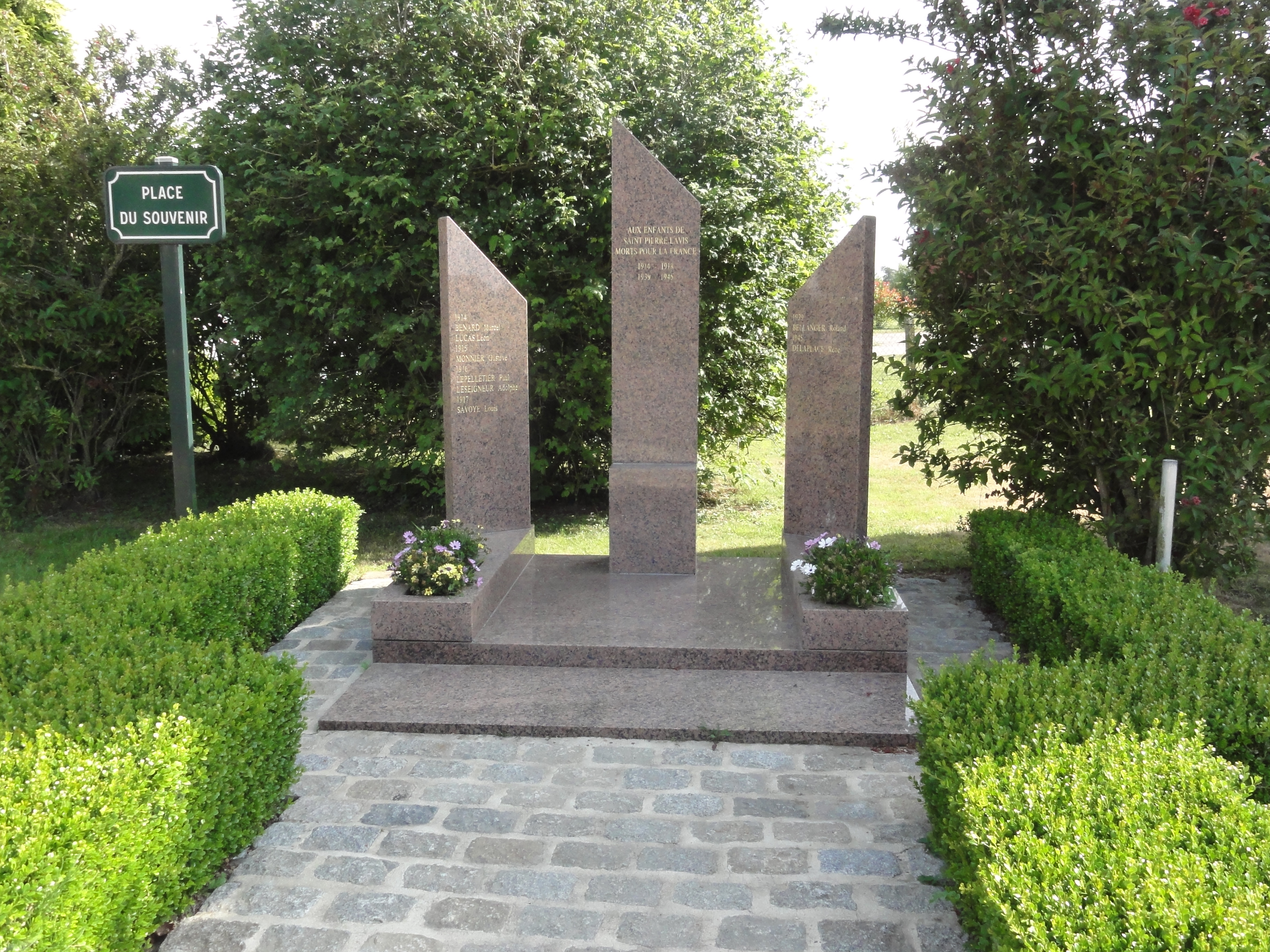
Le monument aux morts.
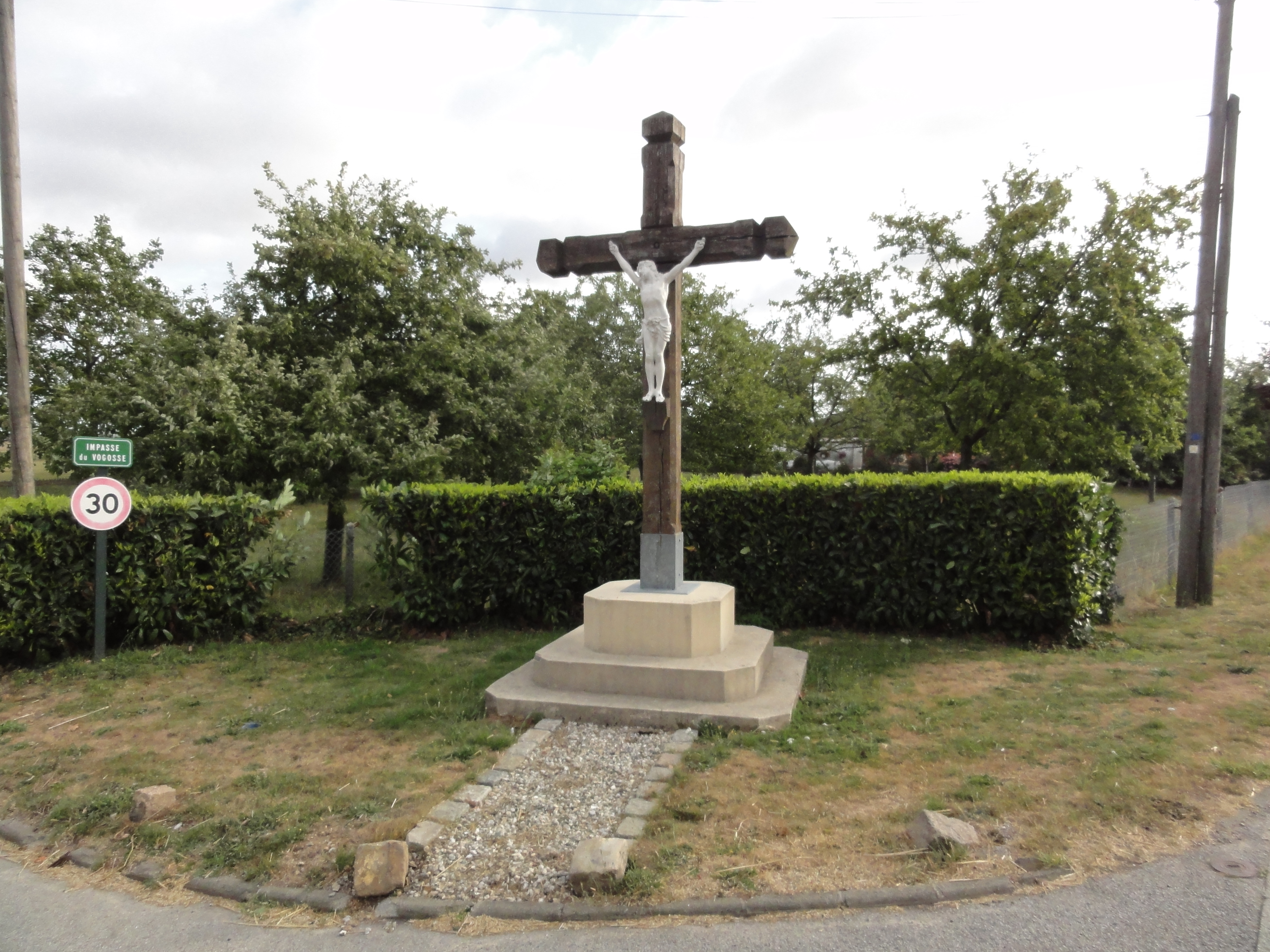
Le calvaire de La Chaussée.
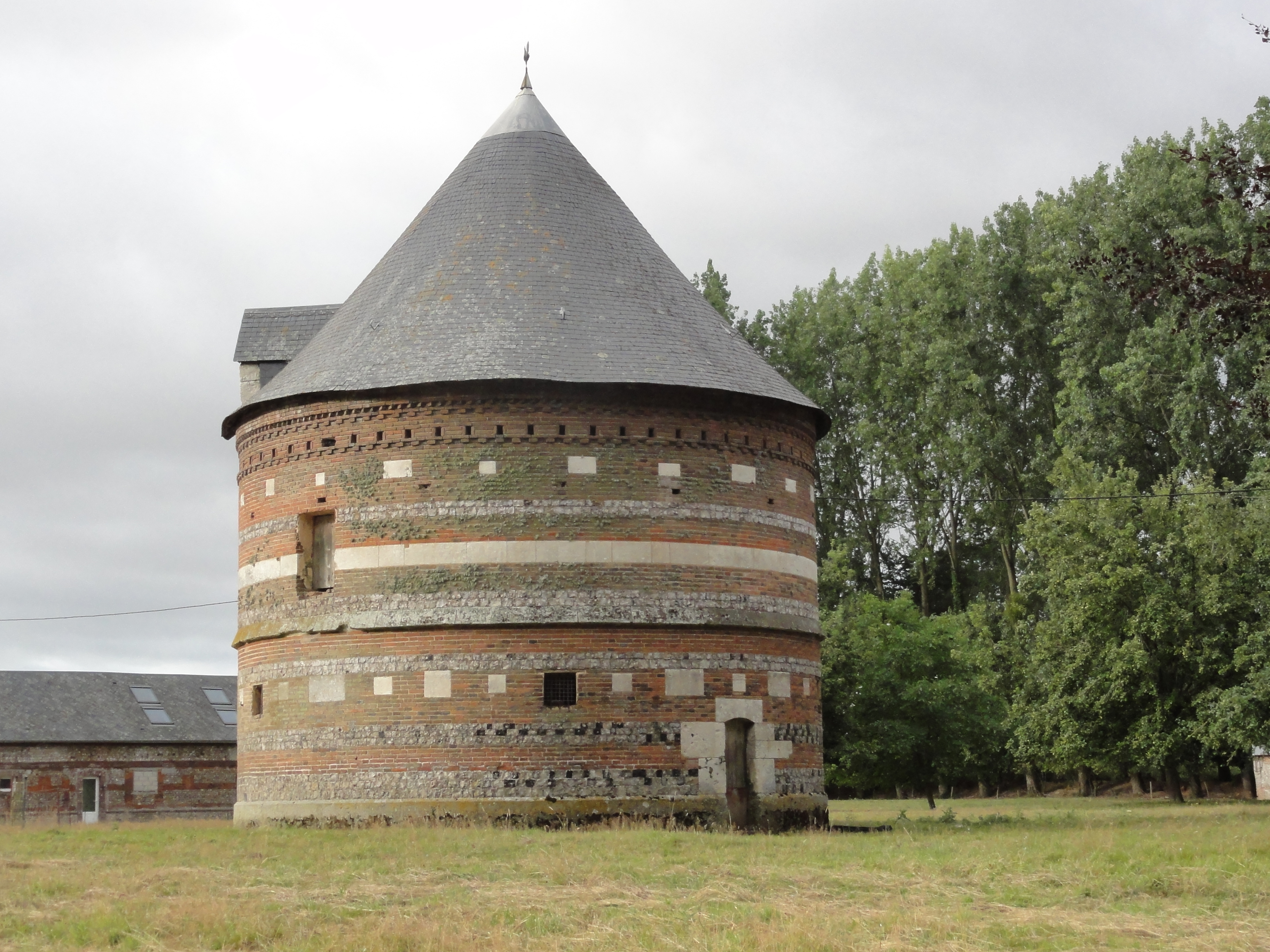
le colombier de La Chaussée.

### Personnalités liées à la commune
Jean de Saint Pierre l'Advis, abbé de Sainte-Catherine de Rouen à la fin du XIIIe siècle, dont la pierre tombale est maintenant au musée départemental des Antiquités à Rouen.